# قفل (فراگونار)
قفل (انگلیسی: The Lock) یک نقاشی از ژان اونوره فراگونار نقاش فرانسوی سبک روکوکو می‌باشد که به سال ۱۷۷۷ طرح گردید، این نقاشی یکی از معروف‌ترین آثار هنرمند می‌باشد که دو معشوقهٔ در هم پیچیده را در اتاق خواب نشان می‌دهد در حالی که مرد در حال قفل کردن درب اتاق می‌باشد. این نقاشی در حال حاضر در موزه لوور قرار دارد
این اثر فراگونار یک نقاشی مرجع واقعی قرن هجدهم و در واقع یک نماد واقعی از روح افسارگسیختهٔ این قرن می‌باشد که نشان‌دهندهٔ طرز فکر تصویب شدهٔ نقاشان آن زمان از جمله فرانسوا بوشه یکی از استادان فراگونار است.

## پیش‌درآمد طرح
این طرح در سال ۱۷۷۳ و به درخواست لوییس گابریل وری رایونارد که خواهان ترسیم این نقاشی توسط فراگونار برای محفل خصوصی خودشان بود اجرا گردید، این نقاشی وابسته به عشق شهوانی و تن‌کامگی با تأکید بر یک تمنای آتشین و جاه‌طلبانه به عنوان بخشی از اجرای عاشقانه است، کمی هرزه و نماینده‌ای از روح برجستهٔ جامعهٔ فرانسه در یک زمان واقعی به‌شمار می‌رود.

## نگارخانهٔ جزئیات نقاشی

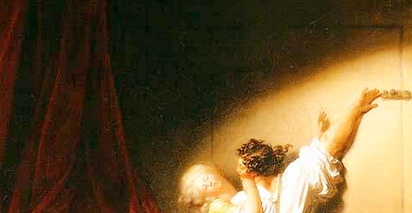
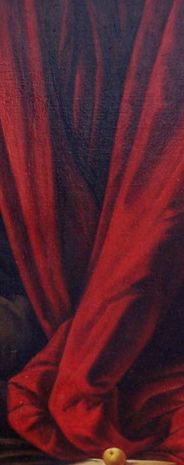
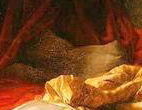
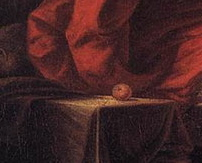
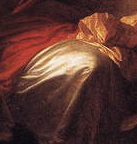